# Agafodor (Preobraženskij)
Agafodor (světským jménem: Pavel Flegontovič Preobraženskij; 27. prosince 1837, Spasskoje – 18. června 1919, Stavropol) byl ruský duchovní Ruské pravoslavné církve a arcibiskup kavkazský a stavropolský.

## Život
Narodil se 27. prosince 1837 ve vesnici Spasskoje Jaroslavské gubernie jako syn pričetnika (čte v chrámu, zpívá atd.) Flegonta Ivanovice a Jevdokije Ivanovny Preobraženských.
Roku 1848 nastoupil na Pošechonské duchovní učiliště, které dokončil roku 1854. Poté pokračoval ve studiu na Jaroslavském duchovním semináři. Po dokončení studia roku 1860 se oženil a byl rukopoložen na diákona, poté na jereje. Následně byl 23 let představeným chrámu Tichvinské ikony Matky Boží ve vesnici Voskresenskoje Myškinského ujezdu.
Učil na farní škole a věnoval se charitě.
Ovdověl a přišel o dvě děti.
Dne 1. prosince 1864 otevřel bezplatnou školu ve vesnici Ignatovo a roku 1865 ve vesnici Voskresenskoje.
Od roku 1877 byl blagočinným vesnických farností. Zřídil také knihovnu blahočiní. Roku 1878 se stal představeným chrámů Vzkříšení a poté blagočinným města Myškin.
Roku 1884 byl povýšen na protojereje a ustanoven představeným chrámu Zesnutí přesvaté Bohorodice Myškině.
Dne 1. února 1888 byl postřižen na monacha a přijal mnišské jméno Agafodor. Následující den byl povýšen na archimandritu.
Dne 28. února 1888 proběhla v Alexandro-Něvské lávře jeho biskupská chirotonie na biskupa balachninského a vikáře nižněnovgorodské eparchie.
V Nižném Novgorodu na vlastní náklady zřídil školu svatého Vladimíra a zvelebil Pečerský Vozněsenský monastýr.
Dne 2. března 1891 byl ustanoven biskupem suchumským. Zde pokračoval v otevírání škol. Podnikal misijní cesty. Během dvou let bylo pokřtěno asi 1000 Abcházců.
Dne 17. července 1893 byl jmenován biskupem stavropolským a jekatěrinodarským.
Dne 6. května 1907 byl povýšen na arcibiskupa. Od roku 1916 mu byl změněn titul na arcibiskup kavkazský a stavropolský.
Zemřel 18. června 1919 ve Stavropolu.